# Genutia Aemilia
Genutia Aemilia va ser una llei feta a partir d'un senatusconsultum establerta quan eren cònsols Gneu Genuci Aventinense i Luci Emili Mamercí l'any 363 aC (390 de la fundació de Roma). Establia que s'havia de fixar cada any un clau de bronze al Capitoli, conegut com a Clavus annalis (clau anyal).